# William H. Natcher Bridge
William H. Natcher Bridge – most wantowy w Stanach Zjednoczonych, w ciągu autostrady US 231, nad rzeką Ohio. Łączący miasto Rockport, w stanie Indiana, z jednostką osadniczą Maceo, w stanie Kentucky. Patronem mostu jest William Natcher, demokrata oraz członek Izby Reprezentantów w latach 1953–1994.

## Historia
Most powstał, by upłynnić ruch w okolicach Owensboro oraz wspomóc rozwój gospodarczy w okolicznych miejscowościach. Budowę rozpoczęto pod koniec XX wieku. W 1995 wzniesiono betonowe pylony. Konstrukcję oddano do użytku 21 października 2002 roku, kosztował on około 71 milionów dolarów.

## Opis budowli
Most jest długi na 1373 metrów (4505 stóp), posiada 4 pasy ruchu oraz dwa pylony z linami przymocowanymi systemem półkowym.